# Kujawiak

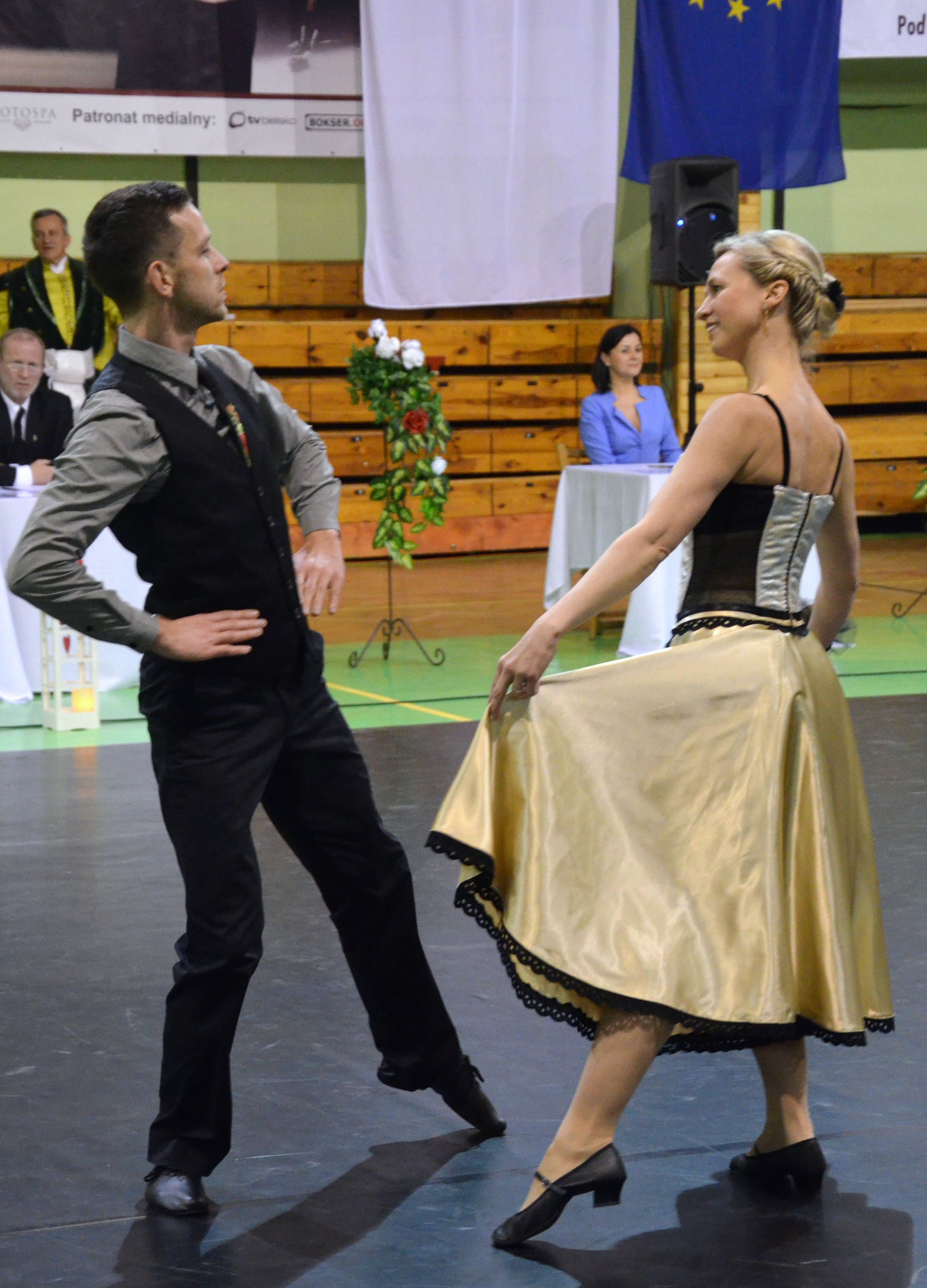
Kujawiak (2016)

La kujawiak est une danse traditionnelle polonaise.
Le kujawiak est un genre musical basé sur cette danse. Le kujawiak prend normalement la forme d'une chanson à deux parties. La mesure est un 3/4, le rythme est syncopé et le tempo, lent. Le kujawiak ressemble fort à la mazurka.